# Рыбин, Владимир Алексеевич
Владимир Алексеевич Рыбин (26 ноября 1893, Саратов — 27 июня 1979, Кишинёв) — советский и молдавский генетик и цитолог, академик АН Молдавской ССР (1965), ученик и соратник Н. И. Вавилова.

## Биография
Родился 26 ноября 1893 года в Саратове. Вскоре после рождения переехал с семьёй в Петербург, где в 1912 году поступил на естественное отделение физико-математического отделения СПбГУ, которое окончил в 1917 году.
В 1918 году переехал в Тифлис, где с 1918 по 1919 год работал ассистентом на кафедре анатомии и физиологии растений Закавказского университета.
В 1919 году переехал в Краснодар, где с 1919 по 1921 год работал в Кубанском политехническом институте в качестве ассистента кафедры морфологии и систематики растений сельскохозяйственного факультета. С 1922 по 1925 и с 1941 по 1943 годы работал в Ленинградском сельскохозяйственном институте, 1925 по 1941 и с 1946 по 1948 год — в ВИРе.
В 1948 году работал в главном ботаническом саду АН СССР, с 1948 по 1956 год — в Крымском филиале АН СССР.
В 1956 году переехал в Кишинёв и посвятил этому городу всю оставшуюся жизнь. С 1956 по 1979 год работал в сельскохозяйственных учреждениях Молдавии, при этом с 1961 по 1979 год — в главном ботаническом саду АН Молдавской ССР.
Умер 27 июня 1979 года в Кишинёве. Похоронен там же.

## Научные работы
Основные научные работы посвящены разработке теоретических основ селекции и цитологии культурных растений.
- Впервые получил полиплоидные формы льна, подсолнечника и диких видов картофеля.

## Научные труды
- Гибриды терны и алычи и проблема происхождения культурной сливы.— Л.; М.: ВАСХНИЛ, 1936. — 44 с.
- Труды по прикладной ботанике, генетике и селекции, 1936.
- Применение цитологического метода при селекционной работой с плодовыми, 1962.
- Цитологический метод в селекции плодовых, 1967.
- Структурные особенности крупных плодов, 1970.

## Список использованной литературы
- Биологи. Биографический справочник. — Киев: Наук. думка, 1984. — 816 с.